# Enebærrust
Enebærrust (Gymnosporangium clavariiforme) er en svamp, som angriber almindelig ene (Juniperus communis). Angrebet ses som opsvulmede partier på grene og stammer. I forårstiden dannes orangerøde, bævrende tunger, som producerer de sporer, der spreder svampen til andre værtsplanter: engriflet hvidtjørn (Crataegus monogyna) eller andre arter af slægten hvidtjørn.
Hos hvidtjørn skaber rustsvampen kun misdannelser på de urteagtige dele, og den kan kun skæmme, men ikke dræbe disse værtsplanter. Her hedder sygdommen tjørnerust.
På grund af værtskiftet kaldes sygdommen ofte under ét for tjørne-enebærrust. Rustsvampe må kun bekæmpes på økonomisk betydningsfulde afgrøder, og man kan altså ikke stille andet op over for denne svamp end at fjerne de angrebne dele af planterne og eventuelt også nærtstående eksemplarer af den modsatte værtsplante.